# Anna Sofia del Palatinato-Zweibrücken-Birkenfeld
Anna Sofia del Palatinato-Zweibrücken-Birkenfeld (Birkenfeld, 2 aprile 1619 – Quedlinburg, 1º settembre 1680) è stata una religiosa tedesca.

## Biografia
Anna Sophia era figlia del conte palatino e duca Giorgio Guglielmo del Palatinato-Zweibrücken-Birkenfeld (1591-1669) e della sua prima moglie, la contessa Dorotea di Solms-Sonnenwalde (1586-1625).
Intrapresa la carriera ecclesiastica, il 15 luglio 1645 venne nominata Badessa di Quedlinburg. Gli anni della sua reggenza dell'incarico non furono dei più facili in quanto nel 1648 si concluse ufficialmente la Guerra dei Trent'anni e l'area stessa dell'abbazia aveva subito non pochi danni dall'invasione svedese sul suolo tedesco. Le languenti casse del monastero non riuscirono sempre a riparare a tutte le spese e come tale ella dovette ricorrere al consiglio comunale di Quedlinburg, entrando sovente in contrasto anche con il protettore Giovanni Giorgio II di Sassonia.
Anna Sofia morì nel 1680 nell'abbazia.

## Ascendenza
|                                                         |                                            |                                     | Genitori                              |  |  | Nonni |  |  | Bisnonni                                |  |  | Trisnonni                                |  |
|                                                         |                                            |                                     |                                       |  |  |       |  |  | Wolfgang, conte palatino di Zweibrücken |  |  | Ludwig II, conte palatino di Zweibrücken |  |
|                                                         |                                            |                                     |                                       |  |  |       |  |  | Wolfgang, conte palatino di Zweibrücken |  |  | Ludwig II, conte palatino di Zweibrücken |  |
|                                                         |                                            | Elisabeth von Hessen                |                                       |  |  |       |  |  | Wolfgang, conte palatino di Zweibrücken |  |  |                                          |  |
| Karl I, conte palatino di Zweibrücken-Birkenfeld        |                                            |                                     |                                       |  |  |       |  |  | Wolfgang, conte palatino di Zweibrücken |  |  |                                          |  |
|                                                         |                                            | Anna von Hessen                     | Philipp I, langravio d'Assia          |  |  |       |  |  |                                         |  |  |                                          |  |
|                                                         |                                            | Anna von Hessen                     | Philipp I, langravio d'Assia          |  |  |       |  |  |                                         |  |  |                                          |  |
|                                                         |                                            | Anna von Hessen                     | Christina von Sachsen                 |  |  |       |  |  |                                         |  |  |                                          |  |
| Georg Wilhelm, conte palatino di Zweibrücken-Birkenfeld |                                            | Anna von Hessen                     |                                       |  |  |       |  |  |                                         |  |  |                                          |  |
|                                                         |                                            | Wilhelm, duca di Brunswick-Lüneburg | Ernst I, duca di Brunswick-Lüneburg   |  |  |       |  |  |                                         |  |  |                                          |  |
|                                                         |                                            | Wilhelm, duca di Brunswick-Lüneburg | Ernst I, duca di Brunswick-Lüneburg   |  |  |       |  |  |                                         |  |  |                                          |  |
|                                                         |                                            | Wilhelm, duca di Brunswick-Lüneburg | Sophie von Mecklenburg-Schwerin       |  |  |       |  |  |                                         |  |  |                                          |  |
| Dorothea von Braunschweig-Lüneburg                      |                                            | Wilhelm, duca di Brunswick-Lüneburg |                                       |  |  |       |  |  |                                         |  |  |                                          |  |
|                                                         |                                            | Dorothea af Danmark                 | Christian III, re di Danimarca        |  |  |       |  |  |                                         |  |  |                                          |  |
|                                                         |                                            | Dorothea af Danmark                 | Christian III, re di Danimarca        |  |  |       |  |  |                                         |  |  |                                          |  |
|                                                         |                                            | Dorothea af Danmark                 | Dorothea von Sachsen-Lauenburg        |  |  |       |  |  |                                         |  |  |                                          |  |
| Anna Sophia von Pfalz-Zweibrücken-Birkenfeld            |                                            | Dorothea af Danmark                 |                                       |  |  |       |  |  |                                         |  |  |                                          |  |
|                                                         | Friedrich Magnus I, conte di Solms-Laubach | Otto, conte di Solms-Laubach        |                                       |  |  |       |  |  |                                         |  |  |                                          |  |
|                                                         | Friedrich Magnus I, conte di Solms-Laubach | Otto, conte di Solms-Laubach        |                                       |  |  |       |  |  |                                         |  |  |                                          |  |
|                                                         | Friedrich Magnus I, conte di Solms-Laubach | Anna von Mecklenburg-Schwerin       |                                       |  |  |       |  |  |                                         |  |  |                                          |  |
| Otto, conte di Solms-Sonnenwalde                        | Friedrich Magnus I, conte di Solms-Laubach |                                     |                                       |  |  |       |  |  |                                         |  |  |                                          |  |
|                                                         |                                            | Agnes zu Wied                       | Johann III, conte di Wied             |  |  |       |  |  |                                         |  |  |                                          |  |
|                                                         |                                            | Agnes zu Wied                       | Johann III, conte di Wied             |  |  |       |  |  |                                         |  |  |                                          |  |
|                                                         |                                            | Agnes zu Wied                       | Elisabeth von Nassau-Dillenburg       |  |  |       |  |  |                                         |  |  |                                          |  |
| Dorothea von Solms-Sonnenwalde                          |                                            | Agnes zu Wied                       |                                       |  |  |       |  |  |                                         |  |  |                                          |  |
|                                                         |                                            | Albrecht, conte di Nassau-Weilburg  | Philipp III, conte di Nassau-Weilburg |  |  |       |  |  |                                         |  |  |                                          |  |
|                                                         |                                            | Albrecht, conte di Nassau-Weilburg  | Philipp III, conte di Nassau-Weilburg |  |  |       |  |  |                                         |  |  |                                          |  |
|                                                         |                                            | Albrecht, conte di Nassau-Weilburg  | Anna von Mansfeld                     |  |  |       |  |  |                                         |  |  |                                          |  |
| Anna Amalia von Nassau-Weilburg                         |                                            | Albrecht, conte di Nassau-Weilburg  |                                       |  |  |       |  |  |                                         |  |  |                                          |  |
|                                                         |                                            | Anna von Nassau-Dillenburg          | Wilhelm I, conte di Nassau-Dillenburg |  |  |       |  |  |                                         |  |  |                                          |  |
|                                                         |                                            | Anna von Nassau-Dillenburg          | Wilhelm I, conte di Nassau-Dillenburg |  |  |       |  |  |                                         |  |  |                                          |  |
|                                                         |                                            | Anna von Nassau-Dillenburg          | Juliana zu Stolberg                   |  |  |       |  |  |                                         |  |  |                                          |  |
|                                                         |                                            | Anna von Nassau-Dillenburg          |                                       |  |  |       |  |  |                                         |  |  |                                          |  |